# طحلبية القبعة المكسيكية
طُحلُبيّة القُبّعة المَكسيكيّة  هي نبات عصاري موطنه مَدْغَشْقَر. لهذه النبتة طريقة توالد غير اعتيادية فبالإضافة إلى الزهور والحبوب تنتج نُبيتات على طول جوانب أوراقها. كل نُبيتة هي نبتة مصغرة بجذور دقيقة، عندما تقع النبيتات تبدأ بالنمو حالما تصل الأرض.

## معرض صور

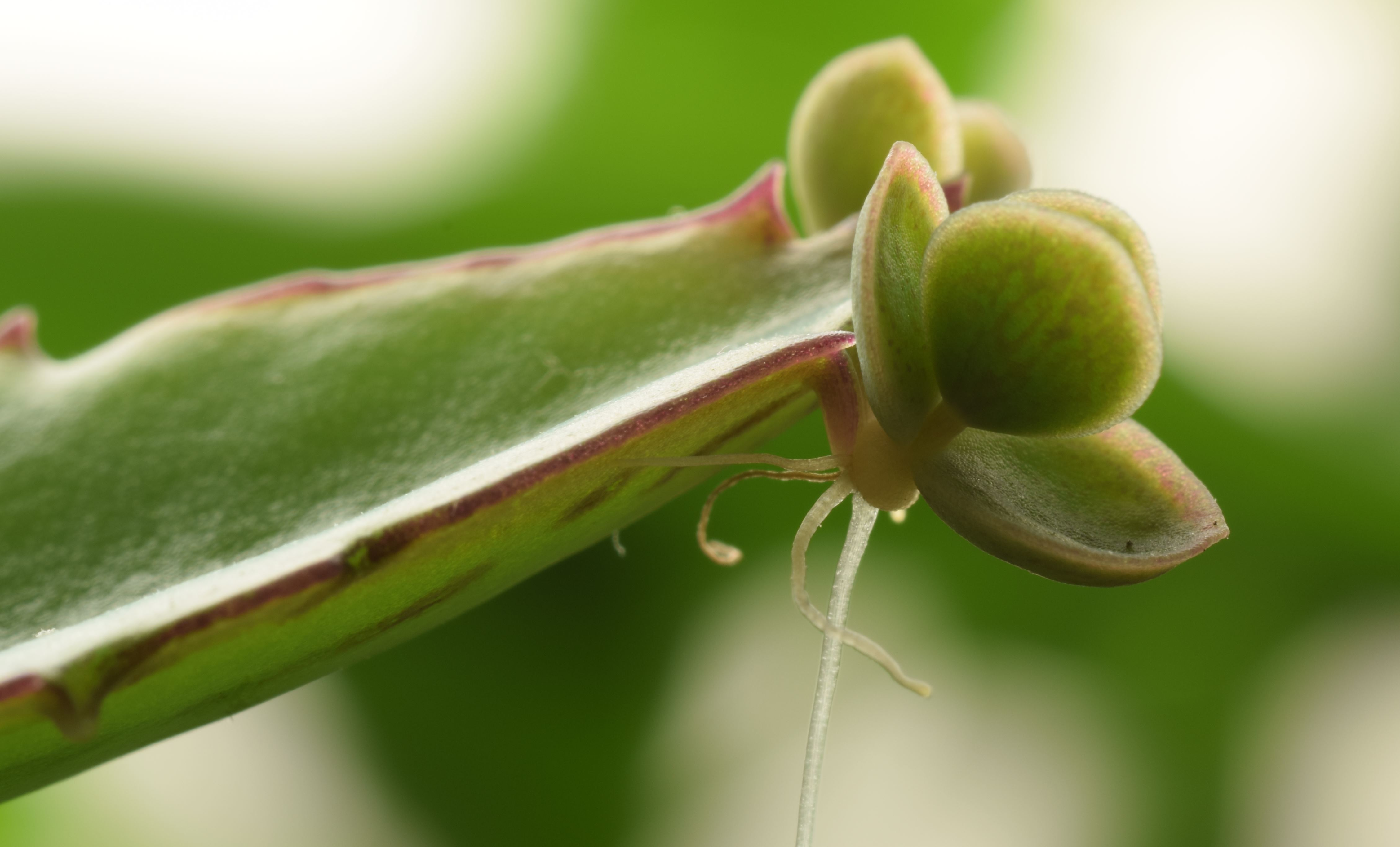
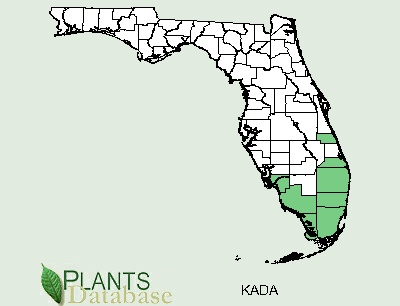
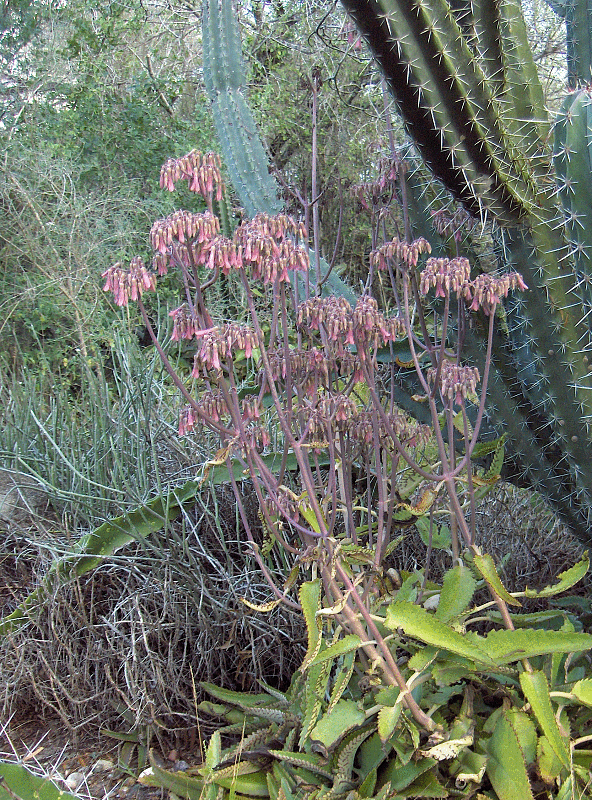
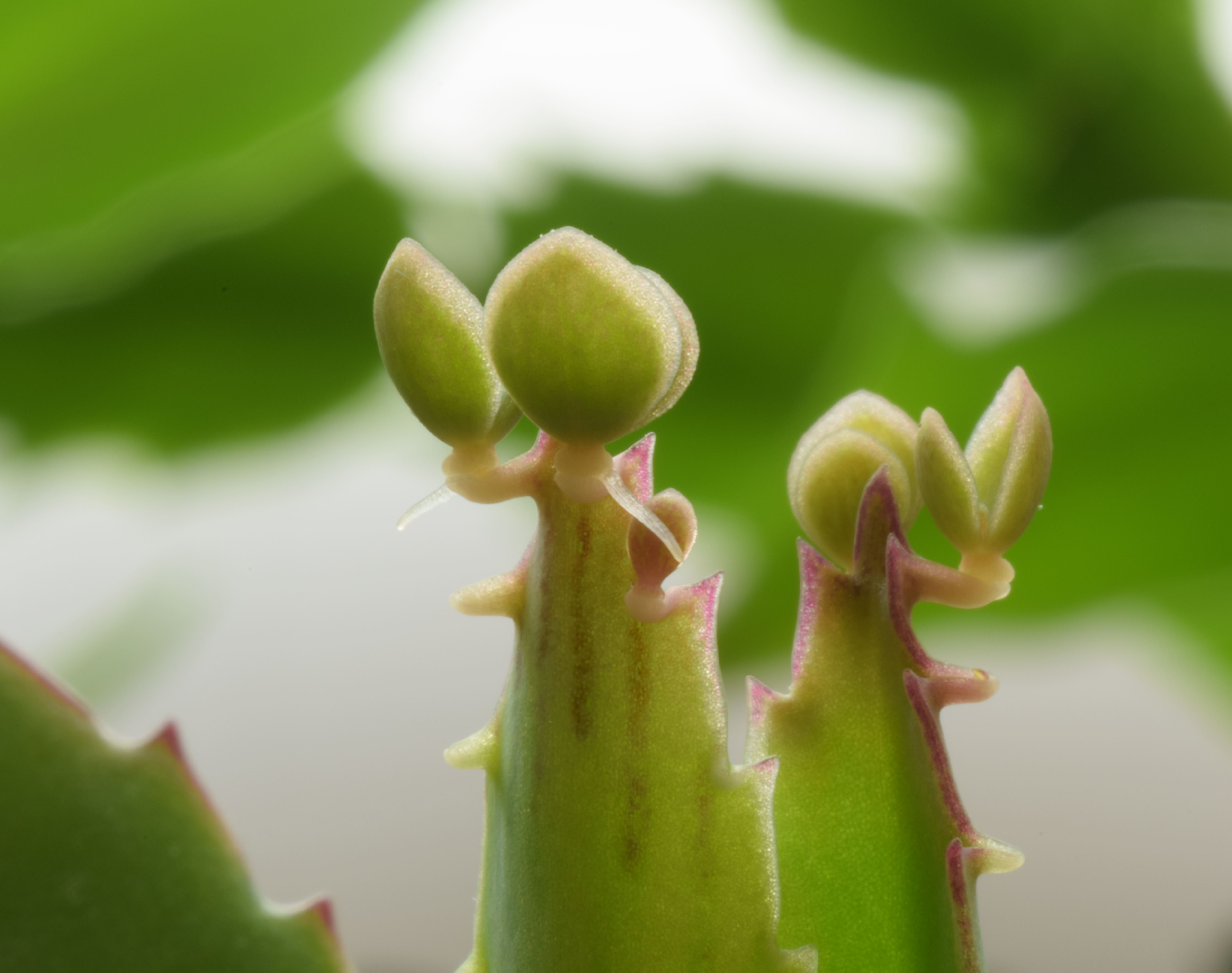